# Synthecium gordoni
Synthecium gordoni är en nässeldjursart som beskrevs av Vervoort och Watson 2003. Synthecium gordoni ingår i släktet Synthecium och familjen Syntheciidae. Inga underarter finns listade i Catalogue of Life.